# 12-я армия (СССР)
12-я армия РККА (12 А) — оперативное войсковое объединение (общевойсковая армия) в составе Вооружённых Сил СССР во время польского похода РККА и Великой Отечественной войны.

## Первое формирование
24 сентября 1939 года в Киевском Особом военном округе на основе Южной (первоначально — Кавалерийская армейская группа, затем — с 16.09.1939 г. Каменец-Подольская армейская группа) армейской группы войск в составе Украинского фронта для участия в Освободительном походе в Западную Украину.
28 сентября 12-я армия разделена на 12-ю армию и Кавалерийскую армейскую группу.
Сформирована в 1939 году и включала в себя:
- танковый корпус
- две отдельные танковые бригады
- два кавалерийских корпуса
- три стрелковые дивизии

По данным Военной энциклопедии:
12-я армия… являлась, по существу, фронтовой подвижной группой (СВЭ. Т. 8. С. 181)
В данном составе армия приняла участие в польском походе РККА. Командующий — командарм И. В. Тюленев.
2 октября армия находилась в составе Украинского фронта.
Состав армии:
- - Управление 49-го стрелкового корпуса, корпусные части:
    - 23-я стрелковая дивизия.
    - 62-я стрелковая дивизия.

  - Управление 4-го кавалерийского корпуса, корпусные части:
    - 32-я кавалерийская дивизия.
    - 34-я кавалерийская дивизия.

  - В резерве:
    - 80-я стрелковая дивизия.
    - 23-я легкотанковая бригада.[1]

После завершения Польского похода армия была существенно трансформирована: удалена кавалерия и добавлены танки. Кроме того, было вдвое увеличено количество стрелковых дивизий, в каждой из которых удвоилось количество аритиллерии. Армия также получила в свой состав артиллерийскую бригаду, четыре отдельных артиллерийских полка и отдельный инженерный полк.
12-я армия принимала участие в присоединении Северной Буковины к СССР в июне — июле 1940 года в составе Южного фронта.
12-я армия по плану штаба Киевского Особого военного округа, в составе двух стрелковых и одного (16-го) механизированного корпуса (26 380 чел. и до 680 танков), должна была прикрыть станиславское и черновицкое направления. Армия имела до 35 % некомплекта личного состава. Дивизии, перешедшие на штаты горнострелковых, не были полностью обеспечены вьючными приспособлениями, автотранспортом и средствами связи, особенно радио.
Управление армии дислоцировалось:
- г. Станислав (… — 13 июня 1940 года);
- м. Коломыя (13 — 26 июня 1940 года);
- г. Черновицы (27 июня — 1 июля 1940 года);
- м. Коломыя (1 июля — … 1940)

### Состав
На 2.10.1939:
- Управление 49-го стрелкового корпуса, корпусные части:
  - 23-я стрелковая дивизия.
  - 62-я стрелковая дивизия.
- Управление 4-го кавалерийского корпуса, корпусные части:
  - 32-я кавалерийская дивизия.
  - 34-я кавалерийская дивизия.
- В резерве:
  - 80-я стрелковая дивизия.
  - 23-я легкотанковая бригада.

На 28.06.1940:
- 8-й стрелковый корпус
- 13-й стрелковый корпус
- 15-й стрелковый корпус
- 17-й стрелковый корпус
- 192-я стрелковая дивизия
- 2-й кавалерийский корпус
- 4-й кавалерийский корпус
- 5-я легкотанковая бригада
- 23-я легкотанковая бригада
- 24-я легкотанковая бригада
- 26-я легкотанковая бригада
- 10-я тяжёлая танковая бригада

На 22 июня 1941 года армия имела следующий состав:
- 13-й стрелковый корпус. Командир — ген.-майор Кириллов, Николай Кузьмич. Штаб корпуса в г. Борислав.
  - 58-я горнострелковая дивизия. Командир генерал-майор Прошкин, Николай Игнатьевич
  - 192-я горнострелковая дивизия. Командир генерал-майор Привалов, Пётр Фролович
  - 44-я горнострелковая дивизия. Командир генерал-майор Ткаченко, Семён Акимович
- 17-й стрелковый корпус. Командир генерал-майор Галанин, Иван Васильевич. Штаб корпуса в г. Черновцы.
  - 96-я горнострелковая дивизия. Командир полковник Шепетов, Иван Михайлович
  - 60-я горнострелковая дивизия. Командир генерал-майор Салихов, Маркис Бикмулович
  - 164-я стрелковая дивизия. Командир полковник Червинский, Анатолий Николаевич
- 16-й механизированный корпус. Командир комдив Соколов, Александр Дмитриевич. Штаб корпуса в г. Каменец-Подольский.
  - 15-я танковая дивизия. Командир полковник Полозков, Василий Иудович. Штаб — г. Станислав.
  - 39-я танковая дивизия. Командир полковник Старков, Николай Васильевич. Штаб в г. Черновцы.
  - 240-я моторизованная дивизия. Командир полковник Горбенко, Иван Васильевич. Штаб в г. Каменец-Подольский.
  - 19-й мотоциклетный полк
- 10-й, 11-й и 12-й Могилёв-Подольский укреплённые районы
- 4-я артиллерийская бригада противотанковой обороны,
- 269-й, 274-й, 283-й и 468-й корпусные артиллерийские полки,
- Могилёв-Подольский бригадный район ПВО
- 37-й инженерный полк,
- 19-й понтонно-мостовой полк
- 20-й и 30-й отдельные зенитные артиллерийские дивизионы,
- 293-й армейский батальон связи
- другие подразделения и органы тыла.
- Непосредственно в полосе обороны/наступления армии на госгранице находились 93, 94, 95, 96 и 97-й пограничные отряды.
- Оперативно командованию армии подчинялись два истребительных и один бомбардировочный авиационных полка Могилев-Подольского бригадного района ПВО.
- 93-й Сквирский заградотряд ПВ НКВД, командир В. А. Абызов, со 2.07.1941 в полном составе нёс службу заграждения в тылу 12-й армии[4].

### Боевая деятельность
1940 год
9 июня
В проекте директивы Генерального штаба Красной Армии войскам округов для действий против армии Румынии из Киевского Особого военного округа (далее КОВО) привлекались управление 12-й армии и войска округа. 12-я армия должна была нанести удар из района севернее г.Черновицы в направлении на г.Сирет. Развивали наступление одна группировка войск (левофланговая) — на Дорохой, Костешты и вдоль реки Прут на Яссы, а другая (правофланговая) — на Сучаву и вдоль реки Сирет на Роман, Бакэу, Галац, Брэилу и Измаил. В первый же день операции механизированные части должны были занять Дорохой, во второй день — Андриешени и к концу третьего дня — г. Яссы и г. Хуши.
10 июня
К 1.00 начальник Генштаба РККА Маршал Советского Союза Б. М. Шапошников направил командующим войсками КОВО генералу армии Г. К. Жукову шифротелеграмму о приведении в готовность управлений стрелковых корпусов с корпусными частями, стрелковых дивизий, танковых бригад, артполков РГК и понтонных подразделений.
В 11.20-11.30 начальник Генштаба РККА направил командующему войсками КОВО директивы о сосредоточении в новые районы:
- Управление 12-й армии в Коломыя к утру 13 июня;
- Управление 4-го кк с корпусными частями в Ключув к утру 14 июня; 34-я кд в Ключув к утру 14 июня; 16-я кд в Яблонув к утру 12 июня;
- Управление 2-го кк с корпусными частями в Коломыя к утру 16 июня; 3-я кд в Испас к утру 16 июня; 5-я кд в Подгайчики к утру 16 июня; 32-я кд 5-го кк в Гвозьдец в к утру 15 июня;
- Управление Кавалерийской армейской группы с её частями и управление 49-го ск с корпусными частями в Дунаевцы к утру 12 июня;
- 14-я кд 5-го кк в к исходу 16 июня.
- Марши совершать с мерами маскировки, используя главным образом ночь.[5]

Военные советы КОВО отдал приказы командирам соединений и воинских частей о сосредоточении в новые районы.
11 июня войска КОВО под видом учебного похода начали сосредоточение, которое должно было завершиться 24 июня.
20 июня
Поздно вечером командующий войсками КОВО генерал армии Г. К. Жуков получил директиву наркома обороны СССР и начальника Генштаба о начале сосредоточения войск со сроком выполнения к 22.00 24 июня, а далее к решительному наступлению с целью разгромить румынскую армию и занять Бессарабию и Северную Буковину.
В директиве определялись состав войск 12-й армии и районы сосредоточения, назначен Военный совет армии:
- командующий войсками армии генерал-лейтенант Я. Т. Черевиченко (назначен на время операции),
- заместитель командующего войсками армии генерал-лейтенант Ф. А. Парусинов.
- член Военного совета армии
- начальник штаба армии
- Штаб армии — Коломыя.

Разграничительная линия между 12-й и 5-й армиями: река Збруч, г. Хотин, с. Липканы, все пункты включительно для 12-й армии.
Для управления войсками из состава Управления Киевского Особого Военного Округа выделяется управление Южного фронта. Командующим войсками фронта назначается командующий войсками КиевОВО генерал армии Жуков, Георгий Константинович, штаб фронта в г. Проскуров.
Задача войск Южного фронта — нанося главный удар от м. Коломыя на г. Черновицы и далее вдоль реки Прут на юг и вспомогательный удар с востока на г. Кишинёв, г. Хуши окружить и взять в плен румынские войска, развёрнутые в Бессарабии.
Задача 12-й армии — главными силами, не менее 9 стрелковых дивизий, с танковыми частями, при поддержке сильной артиллерии и всей авиации армии прорвать расположение противника на фронте Черногузы, Руссишь-Баниля, Зелена, Хливеште и наступать вдоль реки Прут на Черновицы. Для развития успеха в прорыв идёт конно-механизированная группа в составе двух кавалерийских корпусов, всех танковых бригад армии, при непосредственной и постоянной поддержке авиации армии, развивать наступление этой группой вдоль реки Прут и решительными действиями к исходу второго дня выйти на фронт Дорохой, Дарабани. К исходу четвёртого дня овладеть районом г. Яши {Яссы}, установить взаимодействие с частями 9-й армии, окружить и не допустить отхода противника в Румынию. Стрелковыми корпусами, закрепляя успех механизированных частей и конницы, стремительным наступлением окружить и уничтожить румынские войска, расположенные в северной части Бессарабии.
Распоряжением фронта подготовить выброску воздушного десанта для совместного удара с частями 12-й армии в район Тыргу-Фрумос. Выброску десанта произвести только после выхода в этот район механизированных частей.
22 июня
22-23 июня Военный совет 12-й армии на основании проекта директивы командования Южного фронта проработал на местности с командирами корпусов и дивизий вопросы занятия исходного положения, организации предстоящего наступления, взаимодействия родов войск, управления, связи, устройства тыла и действий на ближайший этап операции.
23 июня
Конная группа 12-й армии (управления 2-го и 4-го кк, 3, 5, 16 и 34 кд) сосредоточилась в районе — в лесах ю.-в. Коломыя (в районе Яблонув, Гвозьдзец, Подгайчики, Коломыя).
- 2-й кавалерийский корпус (без 14-й кд):
  -     - 3-я кавалерийская дивизия
    - 5-я кавалерийская дивизия
- 4-й кавалерийский корпус:
  -     - 16-я кавалерийская дивизия (9, 43,53,146 кп, 39 тп)
    - 34-я кавалерийская дивизия (47, 79, 148, 162-й кп, 42-й тп)

27 июня
Войска 12-й армии, находившиеся в Предкарпатье, были развёрнуты на юго-восток. Штаб армии передислоцировался из г.Станислава в м. Коломыю, где ему были подчинены 8-й, 13-й, 15-й, 17-й стрелковые корпуса и Конная группа в составе 2-го и 4-го кавкорпусов.
5-я армия развёрнута на Волыни. Часть её войск была переподчинена 6-й и 12-й армиям. Штаб 5-й армии (командующий на время операции — генерал-лейтенант В. Ф. Герасименко) штаб армии в Дунаевцы, состав армии: 36-й и 49-й стрелковые корпуса.
Конная группа 12-й армии находилась в выжидательном районе — в лесах ю.-в. Коломыя.
В этот день командиры корпусов и дивизий изучали на местности с командирами полков, батальонов и рот вопросы занятия исходного положения, организации предстоящего наступления, взаимодействия родов войск, управления, связи, устройства тыла и действий на ближайший этап операции.
28 июня. Поход в Северную Буковину
В 11.00 советские войска получили новую задачу — без объявления войны занять Бессарабию и Северную Буковину.
Военный совет Южного фронта отдал войскам директиву, которой поставил новую задачу войскам Южного фронта — быстрым выдвижением к р. Прут закрепить за СССР территорию Северной Буковины и Бессарабии.
Командующему войсками 12-й армии для занятия Северной Буковины приказано в первом эшелоне двинуть подвижные части с задачей:
- 4-му кк с 24-й лтбр (быстроходные лёгкие танки БТ) занять район Серет {Сирет}, Герца, г. Черновицы и закрепиться на линии Серет, Герца.
- Вслед за 4-м кк 60-й и 131-й сд выйти: 131-й сд — в г. Черновицы и 60-й сд на рубеж Серет, Герца и сменить части 4-го кк, сменя основные силы, штаб дивизии 60-й сд в районе Терешени {Тарашаны}. 4-му кк по смене его 60-й сд сосредоточиться в районе Сторожинец.

Граница слева — р. Прут (вкл.), Герца.
- 2-му кк с 5-й лтбр (быстроходные лёгкие танки БТ) занять район Герца (иск.), м. Липканы, Залещики и закрепиться на рубеже р. Прут от Герца (иск.) до Липканы, одной кд немедленно занять г. Хотин, за 2-м кк направить 58-ю сд, которой выйти в район — Динауцы {Диновцы} и сменить части 2-го кк, имея штадив и основные силы дивизии — Динауцы. 2-му кк по смене полностью сосредоточиться в районе Хотин. Штаб 2-го кк — Хотин.
- Граница слева с 5-й армией — р. Збруч, Хотин, Липканы (все вкл. для 2-го кк).
- 192-й гсд, оставаясь в районе Усьцерыки, передовые части выдвинуть в район Рижина и Селетин (Селятин) с задачей прочно удерживать горные проходы в районе Камерале, Фрасин, Стража. Граница между 192-й гсд и 4-м кк — Ростоки, Стража.[5]

Группировка войск 12-й армии
Левый фланг армии
- - 2-й кк (3, 5-я кд) с 5-й лтбр (на вооружении быстроходные лёгкие танки БТ) находился в лесах ю.-в. Коломыя (в районе Яблонув, Гвозьдзец, Подгайчики, Коломыя) — имел задачу занять район м. Герца (иск.), м. Липканы, м. Залещики и закрепиться на рубеже р. Прут от м. Герца (иск.) до Липканы, одной кд немедленно занять г. Хотин, за 2-м кк должна была двигаться 58-я сд, которой надо было выйти в район — Динауцы (Диновцы) и сменить части 2-го кк, имея штаб дивизии и основные силы дивизии — в Динауцы. 2-му кк по смене полностью сосредоточиться в районе г. Хотин. Штакор 2-го кк — г. Хотин. Граница слева с 5-й армией — р. Збруч, г. Хотин, м. Липканы (все вкл. для 2 кк).[5]

Центр армии
- - 4-й кк (16, 34-я кд) с 24-й лтбр (на вооружении быстроходные лёгкие танки БТ) находился в лесах ю.-в. г. Коломыя (в районе Яблонув, Гвозьдзец, Подгайчики, Коломыя) — имел задачу занять район м. Серет {Сирет}, м. Герца, г. Черновицы и закрепиться на линии м. Серет, м. Герца. Вслед за 4-м кк 60-й и 131-й стр. дивизиям 17-го ск выйти: 131-й сд — в Черновицы и 60-й сд на рубеж м. Серет, м. Герца и сменить части 4-го кк, сменя основные силы, штадив 60-й сд 17-го ск в районе Терешени (Тарашаны).
  - 17-й ск (58-я и 131-я сд, 38-я тбр; 315-й артдив РГК) находился в районе Куты, Снятынь, Стецова, Коломыя — для нанесения главного удара в направлении г. Черновицы.
  - 15-й ск: 7-я, 141-я сд, 120-й ап РГК находились в районе м. Городенка, Филипковцы, Новосюлка-Костюкова для наступления в направлении г. Черновицы со стороны м. Городенка (7 сд) и Синькув (141 сд).[5]

Резервы армии:
- - 13-й ск (139, 60, 62-я сд, 23-я лтбр, 376, 168, 305-й ап РГК; 1-й танк. б-н тяжёлых танков КВ);
  - 8-й ск (72, 124, 146-я сд; 10-я ттбр, 26-я лтбр; 324, 375, 135-й ап, 316-й артдив РГК).[5]

Правый фланг армии и фронта
- - 192-я гсд находилась в районе Усьцерыки, Полянки, Кишворувня {передовые части} — имела задачу действовать в направлении м. Селетин (Селятин), выдвинуть в район м. Рижина и Селетин (Селятин) с задачей прочно удерживать горные проходы в районе Камерале, Фрасин, Стража. Граница между 192-й гсд и 4-м кк — Ростоки, Стража.[5]

В 14.00 советские войска начали операцию по занятию территории Северной Буковины и Бессарабии.
В 14.30 штаб фронта доложил в Генеральный штаб Красной Армии о том, что из 12-й армии в Северную Буковину вступили 5-я легкотанковая бригада и 58-я стрелковая дивизия 17-го ск в районе м. Снятын, 24-я легкотанковая бригада в районе м. Княже, 141-я стрелковая дивизия двинулась в район м. Залещиков.
17.30
В соответствии с полученными приказами войска 12-й армии во второй половине дня 28 июня продвигались в глубь Северной Буковины.
Левый фланг армии
Передовые моторизованные отряды двигались на рубеж р. Прут в м. Герца и с. Липканы. Главные силы 2-го кавалерийского корпуса форсированным маршем двинулись к границе, впереди шли подвижные моторизованные отряды.
Центр армии
4-й кк (16, 34-я кд) с 24-й лтбр (быстроходные лёгкие танки БТ) находился в лесах ю.-в. м. Коломыя (в районе Яблонув, Гвозьдзец, Подгайчики, Коломыя) — имел задачу занять район Серет {Сирет}, Герца, Черновицы и закрепиться на линии Серет, Герца.
17-й ск (58-я и 131-я сд, 38-я тбр; 315-й артдив РГК) из района Куты, Снятынь, Стецова, Коломыя двигался на главном направлении в Черновицы.
В 17.30 бронепоезд железнодорожного полка НКВД со стрелковым батальоном 58-й сд 17-го ск] прибыл в Черновицы.
24-я лтбр 4-го кк начала форсирование р. Черемош.
141-я сд 15-го ск заняла мост у Залещиков и продвигалась на юго-восток.
Правый фланг армии и фронта
Передовой моторизованный отряд 192-й гсд двигался в направлении Селетин (Селятин). Главные силы находилась в районе Усьцерыки, Полянки, Кишворувня.
18.00
В Черновицы вошла 5-я лтбр 8-го ск.
Главные силы 58-й сд 17-го ск перешли границу севернее Снятын и продолжили марш на юго-восток.
19.00
Центр армии
5-я лтбр 8-го ск прошла маршем Черновицы и вместе с отдельным разведбатальоном 58-й сд 17-го ск двинулась дальше.
24-я лтбр 4-го кк не смогла в полном составе форсировать р. Черемош, и вместо неё из Куты была направлена 23-я лтбр 13-го ск с десантным стрелковым батальоном.
141-я сд 15-го ск занимала мост у Залещиков и продвинулась на юго-восток до Кадобестэ.
19.30. На аэродром у Черновиц направлена передовая команда 255-й авиабазы.(2)
21.00
 Левый фланг армии
К исходу дня передовой отряд 3-й кд 2-го кк вступил в Берхомитку, главные силы дивизии находились в районе Снятын, а 5-я кд 2-го кк подходила от Городенки к Ясенев-Польному.
Центр армии
Главные силы 17-го ск (58-я и 131-я сд, 38-я лтбр; 315-й артдив РГК) двигались на главном направлении в центр Северной Буковины г. Черновицы.
5-я лтбр 8-го ск с отдельным разведбатальоном 58-й сд 17-го ск прошла Магалу, достигла района Топоровцы, Редковцы.
Главные силы 58-й сд 17-го ск продвигались на юго-восток и достигли района Кицмань, Вителювка.
К 21.00 на аэродром у Черновиц перебазировалось 23 самолёта И-16 12-го истребительного авиаполка.
23-я лтбр 13-го ск с десантным стрелковым батальоном вместе с передовыми частями 4-го кк заняла Сторожинец. Главные силы 34-й кд находились на подходе к Сторожинцу, а 16-й кавдивизии — южнее Вашковцев.
60-я сд 13-го ск находилась на переправах через р. Черемош в Вижнице и Испасе.
Правый фланг армии и фронта
Передовой моторизованный отряд 192-й гсд двигался в направлении Селетин (Селятин). Главные силы находилась в районе Усьцерыки, Полянки, Кишворувня.
В 23.00 Военный совет Южного фронта передал Военным советам армий директиву № 00150, в которой ставились задачи на второй день похода:
- Армиям фронта, действуя в составе, установленном директивой моей № 00149, с утра 29.6 продолжать движение и занять Северную Буковину и Бессарабию и к исходу 30.6 выйти к новой государственной границе.(2)
- 12-й армии 29.6 выйти на рубеж Селетин, Тереблешти (Порубное), ст. Каменка, ст. Строешки, ст. Липканы и прочно удерживать его. С выходом на этот рубеж иметь основные группировки: 4-й кк с 23-й тбр в районе Сторожинец, 60-я сд — Терешени {Тарашаны}, 131-я сд — Черновицы, 58-я сд с 5-й тбр — Динауцы {Диновцы} и 2-й кк — Хотин. Штаб 17-го ск вывести 29.6 — Черновицы и подчинить командованию 17-го ск — 131-ю, 60-ю и 58-ю сд.

Граница слева с 5-й армией — р. Збруч, г. Хотин, р. Прут (все для 12-й армии).
- Частям при занятии Буковины и Бессарабии движение вести на хвостах отходящих румынских войск.
- Во всех гарнизонах занятой Бессарабии и Буковины установить образцовый порядок, наладить караульную службу и взять под охрану все имущество, оставленное румынскими войсками, госучреждениями и помещиками.[5]

24.00
 Левый фланг армии
Бронепоезд железнодорожного полка НКВД в 24.00 прибыл в г. Новоселицу в район действий 2-го кавкорпуса.
29 июня
6.00. Утром 29 июня войска Южного фронта возобновили продвижение вперёд.
7.00
Левый фланг армии
5-я лтбр 8-го ск из района Топоровцы, Редковцы в 7 часов утра выступила в направлении Новоселицы с конечной целью прибыть в с. Липканы.
Танковый батальон 24-й танковой бригады 4-го кк выступил к г. Герца.
16-я кд 4-го кк совершила ночной марш и продолжала движение к Черновицам.
Центр армии
23-я лтбр 13-го ск в 7 часов утра выступила из Сторожинца в направлении Сирета с целью прибыть в Каменку.
9.00
Левый фланг армии
3-я кд 2-го кк, совершив ночной марш, приближалась в район Магалы. (2 «Бессарабский поход»)
Центр армии
16-я кд 4-го кк около 9 часов утра подходила к Черновицам.
Управление 4-го кк и главные силы 34-й кд 4-го кк в 9.00 сосредоточились в Сторожинце, сразу же были высланы на границу на линию Красноильск-Порубное — Герца подвижные отряды (по кавполку с танковым эскадроном).
9.30
3-я кд 2-го кк к 9.30 находилась в районе Магалы.
10.00
Левый фланг армии
5-я лтбр 8-го ск прошла Новоселицу и, двигаясь далее вдоль р. Прут, к 10 часам вошла в м.Липканы.
5-я кд 2-го кк к 10 часам утра достигла района Юрковцев.
Центр армии
23-я лтбр 13-го ск в 10 часов вошла в Каменку. По дороге бригада натолкнулась на хвост колонны румынских частей и задержала 500 солдат и офицеров.
60-я сд завершила переправу через р. Черемош и двинулась одной колонной от Куты на Сторожинец, другой — от Вашковцев на Черновицы.
Правый фланг армии
Кавалерийский эскадрон и стрелковая рота 192-й горнострелковой дивизии двигались к Селятину.
13.00
Центр армии
Управление 4-го кк и главные силы 34-й кд (без трёх кавполков и трёх танковых эскадронов) 4-го кк находились в Сторожинце. На линию Красноильск-Порубное — Герца к 14 часам к границе прибыли подвижные отряды (по кавполку с танковым эскадроном).
Правый фланг армии
Кавалерийский эскадрон и стрелковая рота 192-й гсд в 13 часов достигли Селятина и начали выдвигать заставы к границе на линию Камераль-Фрасин ам Фалкеу-Стража. Главные силы дивизии выдвигались в Усцерыки.
14.00
Левый фланг армии
3-я кд 2-го кк двигалась к Новоселице.
5-я кд 2-го кк двигалась к Хотину.
Центр армии
16-я кд 4-го кк к 14 часам сосредоточилась в районе Волока.
В Бессарабии 29 июня на 20-тысячном митинге в г. Кишинёве выступили член Политбюро ЦК ВКП(б), 1-й секретарь ЦК КП(б)У Н. С. Хрущёв, нарком обороны СССР маршал С. К. Тимошенко, начальник Политического управления Красной армии армейский комиссар 1 ранга Л. З. Мехлис. Выступавшие на митинге местные жители благодарили своих освободителей и говорили о наболевшем. Затем Тимошенко посетил родное село Фурманка Аккерманского уезда, где встретился с братом Ефимом и многочисленной роднёй. («Праздник освобождения»)
15.30
Перед фронтом 12-й армии отходили 7-я и 8-я румынские пехотные дивизии. Командиры столкнулись с проблемой поддержания воинской дисциплины. В одной из колонн 7-й пехотной дивизии до 3 тыс. солдат разбежалось по домам, забрав с собой лошадей, а в Румынию ушли не более 200 военнослужащих. Советскими войсками было подобрано до 200 винтовок, 3 пулемёта, около 50 тыс. винтовочных патронов и несколько сот ручных гранат. Два румынских взвода добровольно сдали оружие и отказались уходить в Румынию. В районе села Сергиены румынский капитан попробовал спровоцировать вооружённое столкновение, отдав команду занять оборону. Советский командир распорядился выдвинуть на позиции пулемёты, увидев которые румыны бежали. Местное население обратилось к советскому командованию с жалобами на мародёрство отходящих румынских частей, которые в районе Тарашан расстреляли 3 жителей, сопротивлявшихся изъятию лошадей.
Левый фланг армии
Танковый батальон 24-й лтбр 4-го кк при подходе к западной окраине г. Герца в 15.30 был обстрелян румынами. В ходе завязавшейся перестрелки было убито 5 румынских военнослужащих.
Центр армии
60-я сд двигалась двумя колоннами на Сторожинец и на Черновицы.
58-я сд продвигалась к Черновицам. В районе села Рогозна на подходе к Садгоре 138-й противотанковый дивизион дивизии встретил вооружённое сопротивление румынского конного разъезда. В перестрелке 2 румынских солдата было убито, 1 ранен, а 19 солдат и 1 прапорщик были задержаны, убито 3 лошади, захвачены 1 пулемёт, 13 карабинов и 19 лошадей.
Правый фланг армии
Кавалерийский эскадрон и стрелковая рота 192-й гсд находились в Селятине и выдвигали заставы на линии Камераль-Фрасин ам Фалкеу-Стража. Главные силы дивизии сосредоточивались в Усцерыках.
16.00
Левый фланг армии
Передовые части 2-го кавкорпуса в 16 часов вышли на р. Прут у Тарасовцев.
16.30
Штаб 2-го кк расположился в Чернавке. 131-я сд 17-го ск продолжала сосредоточение в Черновицах. Туда же передислоцировалось управление 17-го стрелкового корпуса, а в 16.30 прибыла и опергруппа штаба 12-й армии.
21.00
Левый фланг армии
5-я лтбр 8-го ск к исходу дня сосредоточилась в районе Мамалыга, Липканы, Стальновцы.
Танковый батальон 24-й лтбр 4-го кк находился в г. Герца.
Бронепоезд железнодорожного полка НКВД находился в Новоселицу в районе действий 2-го кавкорпуса.
5-я кд 2-го кк находилась в Хотине.
3-я кд 2-го кк к исходу дня сосредоточилась в Новоселице, выдвинув передовые отряды на линию Тарасовцы-Костычены-Шандряны.
Управление 2-го кк расположился в Чернавке.
Центр армии
23-я лтбр 13-го ск находилась в Каменке.
16-я кд 4-го кк находилась в районе Волока.
Управление 4-го кк и главные силы 34-й кд (без трёх кавполеов и трёх танковых эскадронов) 4-го кк находились в Сторожинце, на линии Красноильск-Порубное — Герца на границе находились подвижные отряды (по кавполку с танковым эскадроном).
60-я сд 17-го ск находилась в двух населённых пунктах — в Сторожинце и в Черновицах.
58-я сд 17-го ск продвигалась к Черновицам. К исходу дня дивизия достигла района Маморницы.
Управление 17-го ск и 131-я сд находились в Черновицах.
В Черновицах находилась оперативная группа штаба 12-й армии.
Правый фланг армии
Кавалерийский эскадрон и стрелковая рота 192-й гсд находились в Селятине и имели заставы на линии Камераль-Фрасин ам Фалкеу-Стража. Главные силы дивизии сосредоточились в Усцерыках.
30 июня
В 0.15 начальник Генштаба Маршал Советского Союза Б. М. Шапошников сообщил находящемуся в г. Тирасполе народному комиссару обороны СССР Маршалу Советского Союза Тимошенко С. К. и командующему войсками Южного фронта генералу армии Жукову Г. К. о продлении срока эвакуации румынских войск до 14.00 3 июля. На основании полученной информации Военный совет Южного фронта издал директиву № 00151, в которой было сказано, армии фронта, продолжая выдвижение к новой границе, к исходу 29.6 заняли северную Буковину и заканчивают занятие Бессарабии. Далее приказывалось:
- 12-й армии выдвинуть к исходу 30.6 60-ю сд в район Терешени (Тарашаны) и передовыми частями 60-й и 58-й сд закрепиться по госгранице на участке Фонтина Алба, ст. Тереблешти (Порубное), Херца (Герца), Липканы. С выходом передовых стрелковых частей на госграницу танковым бригадам сосредоточиться: 23-й тбр — Сторожинец, 5-й тбр — Ставчаны. Батальону 24-й тбр присоединиться к своей бригаде. Конным корпусам (2-му и 4-му) оставаться в занимаемых ими районах.[5]

Граница слева с 5-й армией — прежняя.
- Штабу 12-й армии, оставив оперативную группу в Черновицах, перейти в Коломыя.
- Разъяснить всему личному составу, что Советское правительство разрешило румынской армии производить эвакуацию до 14.00 3.7.40 г., поэтому все вопросы решать только мирным путём, допуская где нужно возможность нормального отхода. При отходе румынских частей не допускать производства румынскими солдатами грабежей, увода скота, подвижного состава и подвод, взятых у местного населения Бессарабии и Буковины, для чего выделить на переправы через р. Прут: от 5 армии у Бранешты танковый батальон с десантом пехоты от 36 тбр; от 9-й армии в с. Леушени танковый батальон с десантом; в г. Кагул один танковый полк от кавдивизии, в м. Рени танковый батальон с десантом пехоты; на переправу через р. Дунай в г. Измаил — один танковый полк от кавдивизии. Танковым полкам и батальонам выступить на указанные переправы в 5.00 30.6.1940 г.[5]

Левый фланг армии
5-я лтбр 8-го ск находилась в районе Мамалыга, Липканы, Стальновцы.
Танковый батальон 24-й лтбр 4-го кк находился в г. Герца.
5-я кд 2-го кк находилась в Хотине.
3-я кд 2-го кк находилась в Новоселице, имея передовые отряды на линии Тарасовцы-Костычены-Шандряны.
Управление 2-го кк находился в Чернавке.
30 июня войска 2-го кк, батальон 24-й лтбр и 5-я лтбр находились в прежних районах и готовились к переходу в Сторожинец и Ставчаны после смены их стрелковыми частями. («Бессарабский поход»)
Центр армии
23-я лтбр 13-го ск находилась в Каменке, в районе Сторожинец.
16-я кд 4-го кк находилась в районе Волока.
Управление 4-го кк и главные силы 34-й кд (без трёх кавполков и трёх танковых эскадронов) 4-го кк находились в Сторожинце, на линии Красноильск-Порубное — Герца на границе находились подвижные отряды (по кавполку с танковым эскадроном).
30 июня войска 4-го кк и 23-я лтбр находились в прежних районах и готовились к переходу в Сторожинец и Ставчаны после смены их стрелковыми частями. («Бессарабский поход»)
60-я сд находилась в двух населённых пунктах — в Сторожинце и в Черновицах.
58-я сд 17-го ск продвигалась к Черновицам.
Управление 17-го ск и 131-я сд находились в Черновицах.
В Черновицах находилась оперативная группа штаба 12-й армии.
Правый фланг армии
Кавалерийский эскадрон и стрелковая рота 192-й гсд находились в Селятине и имели заставы на линии Камераль-Фрасин ам Фалкеу-Стража. Главные силы дивизии сосредоточились в Усцерыках.
16.00
17-й ск (58-я и 131-я сд, 38-я тбр; 315-й артдив РГК) завершал выход в назначенные районы и населённые пункты, что являлось выполнением поставленной задачи.
60-я сд 17-го ск в 16.00 достигла главными силами Сторожинца, а передовые отряды 358-го и 194-го стрелковых полков выходили на рубеж Порубное-Герца для смены кавалерии. Одно подразделение Красной Армии случайно вступило на станцию Сирет, но в тот же день отошло за установленную линию государственной границы. 58-я сд заняла район Диновцы, Котелево и готовилась к смене частей 5-й лтбр. 131-я сд полностью сосредоточилась в Черновицах. («Бессарабский поход»)
1 июля
Левый фланг армии
На участке Новоселица-Липканы 58-я сд сменила 3-ю кд и 5-ю лтбр, отошедшую в Ставчаны.
2-й кк сосредоточился в Хотине.
Центр армии
60-я сд в течение дня сменяла кавалерию на участке Порубное-Герца.
34-я кд 4-го кк и 23-я лтбр сосредоточились в Сторожинце.
Правый фланг армии
Ночью 1 июля 192-я гсд своими главными силами сосредоточилась в районе Стебнэ, Усть-Путила. К 6 часам утра заставами были заняты перевалы севернее Фрасина и Стражи. Перед фронтом дивизии отходили румынский 56-й пехотный полк и два эскадрона кавалерии, которыми в районе Дихтинец были брошены 15 орудий.
2 июля
Штаб 12-й армии находился в Коломыя.
2 июля на фронте 12-й и 5-й армий войска оставались в прежних районах. В районе Каменки через р. Сирет на советскую территорию перешло до 400 солдат из состава уже отошедших за линию границы румынских 7-й и 8-й пехотных дивизий. 140-я стрелковая дивизия 36-го ск 5-я армия, сосредоточившая главные силы в районе Фалешты, Скумпия, развернула заставы вдоль Прута от Калинешт до Скулян, где в казарме было обнаружено до 100 оставшихся румынских солдат и 6 танкеток «Карден-Ллойд».
2 июля Штаб Южного фронта издал приказ № 017/сс для штабов 12-й, 5-й и 9-й армий об организации обороны границы и "разработать план использования войск на случай перехода Румынии к активным действиям. Этот план надо было представить на утверждение к 20.00 4.7.40 г.
В 9.20 нарком обороны Маршал Советского Союза С. К. Тимошенко и сопровождающие его лица вылетели из Кишинёва в Москву.
После 17.00 в Москве 1-й секретарь ЦК КП (б) Украины Н. С. Хрущёв и нарком обороны Маршал Советского Союза С. К. Тимошенко лично доложили Секретарю ЦК ВКП(б) И. В. Сталину о ситуации в Бессарабии.(«Праздник освобождения»)
3 июля. Окончание «освободительного» похода в Северную Буковину
В 15 часов 77-й румынский пехотный полк боевым порядком продвигался в направлении Волчинца, нарушив передовыми частями госграницу в районе Вашкоуца. Население в панике, со скотом, бежало в Волчинец. Застава 148-го кавполка 34-й кд 4-го кк в составе младшего лейтенанта и 6 бойцов вынуждена была отойти. С прибытием танковой роты 23-й легкотанковой бригады румынская часть отошла за линию границы в направлении Сирет. Хотя стороны огня не открывали, танковая рота на всякий случай была оставлена в Вашкоуце.
В 14.00 советско-румынская граница была закрыта. Таким образом войска Южного фронта выполнили поставленную перед ними задачу. Главные силы приступили к изучению новых дислокации и плановой боевой и политической подготовке в занимаемых ими районах.
В 14.00 — 16.00 в честь праздника освобождения рабочих и крестьян в Бессарабии на Соборной площади Кишинёва (в советское время — площадь Победы) состоялся парад советских войск. Парадом командовал командующий войсками 9-й армии генерал-лейтенант В. И. Болдин, а принимал его командующий войсками Южного фронта генерал армии Г. К. Жуков.(«Праздник освобождения»)
В этот же день в Северной Буковине войска 12-й армии провели парад в Черновицах (участвовали 131-я стрелковая, 16-я кавалерийская дивизии и 5-я легкотанковая бригада: личного состава — 8892 человек, лошадей — 4561 голов, танков — 190, самолётов — 205),("Праздник освобождения).
5 июля
В связи с окончанием Бессарабского похода 5 июля войска Южного фронта были приведены в состояние постоянной боевой готовности мирного времени.
6 июля
СНК СССР принял постановление № 1193 — 464сс от 6 июля по которому территория Северной Буковины была включена в состав КОВО, а Бессарабии — в состав ОдВО и предусматривалось проведение организационных мероприятий в Красной Армии.
Нарком обороны СССР издал директивы Военным советам КОВО и ОдВО о новом составе и дислокации войск округов. В директивах предусматривалось начать новые формирования соединений, утверждённые правительством, перевести войска в новые места постоянной дислокации, расформировать части и учреждения, созданные для проведения освободительного похода и начать увольнение задержанного после советско-финляндской войны приписного состава.
7 июля
7 июля на основании директивы наркома обороны № 0/1/104584 командующий Южным фронтом генерал армии Г. К. Жуков издал директивы № 050—052, согласно которым временно оставались в Северной Буковине и на севере Бессарабии 192-я горнострелковая, 58-я, 60-я и 169-я стрелковые дивизии, а остальные соединения, части и учреждения направлялись в пункты постоянной дислокации. Для постоянной дислокации в Бессарабии оставались 176-я стрелковая дивизия в районе Сороки, Флорешты, Бельцы, 15-я моторизованная дивизия в районе Бендеры, Тирасполь, 9-я кавалерийская дивизия в районе Леово, Комрат, 25-я стрелковая дивизия в районе Кагул, Болград, 51-я стрелковая дивизия в районе Килия, Старая Сарата, Аккерман и управления 14-го и 35-го стрелковых корпусов соответственно в Болграде и Кишинёве.
8 июля
8 июля в 20.00 граница была передана Красной Армией под охрану пограничным войскам НКВД. На новой границе и по рекам Прут и Дунай были развёрнуты с севера на юг 97-й (Черновицкий), 23-й (Липканский), 24-й (Бельцкий), 2-й (Каларашский), 25-й (Кагульский) и 79-й (Измаильский) погранотряды Украинского и Молдавского округов пограничных войск НКВД.(5)
8 июля часть войск Южного фронта начала выдвижение к новым местам постоянной дислокации.(5)
9 июля
9 июля все войска Южного фронта выдвигались к местам постоянной дислокации.(5)
9 июля было расформировано управление Южного фронта. (РГВА. Ф. 37977. Оп. 1. Д. 684. Л. 219,232; Д. 687. Л. 125.), (5).
1941 год

### Боевые действия в начале Великой Отечественной войны

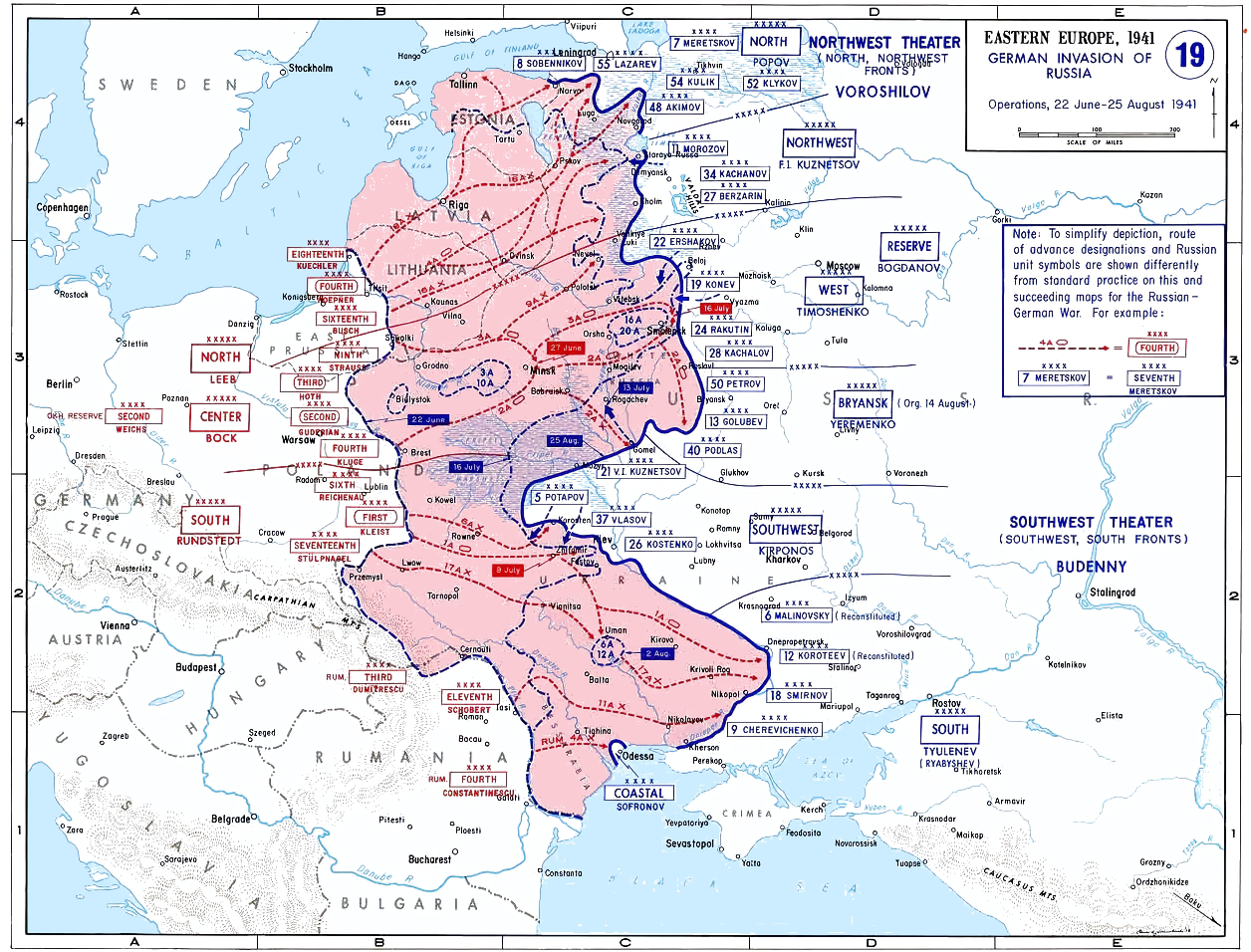
22 июня — 25 августа 1941

В начале Великой Отечественной войны армия была включена в состав Юго-Западного фронта. Участвовала в приграничном сражении западнее города Станиславов. 1 июля 1941 года по указанию Германии венгерская Карпатская группа войск атаковала советскую 12-ю армию. Во второй половине июля армия в составе Южного фронта (с 25 июля) принимала участие в Уманском сражении. После нанесения противником глубоких фланговых ударов значительная часть войск 12-й армии попала в окружение и понесла тяжёлые потери. 7 августа при попытке выхода из окружения командующий армией генерал-майор П. Г. Понеделин попал в плен. После выхода из окружения управление армии 10 августа 1941 года было расформировано.

## Второе формирование
12-я армия второго формирования была создана 25 августа 1941 года на базе 17-го стрелкового корпуса в составе Южного фронта. В неё вошли 270-я и 274-я стрелковые, 11-я танковая дивизии и ряд отдельных частей.

### Боевые действия
В сентябре 1941 года армия обороняла левый берег Днепра в районе города Запорожье.
В соответствии с Директивой командующего войсками Южного фронта № 00178/оп от 3 октября 1941 г. на удержание рубежа Балки, Молочное оз. войсками 18-й и 9-й армий и отвод войск 12-й армии на рубеж Павлоград, Васильковка, Любицкое:

…Первое. Пр-к, бронегруппа Клейста, силою до двух тд, одной — двух мд продолжает распространяться направлениях Павлоград, Запорожье. Его передовые части, прорвав фронт 12 А, исходу 2.10 вышли Романовка, Синельниково, Варваровка, создавая тем непосредственную угрозу тылу правого крыла фронта….

…Правое крыло фронта (12 А), в целях сохранения живой силы и материальных средств, отходит на заранее подготовленный оборонительный рубеж Павлоград, Васильковка,
Любицкое, не допуская прорыва пр-ка в восточном направлении….
Третье. 12 А в составе 136, 230, 74, 274, 150, остатков 15 и 261 сд, группы Пушкина, 30 кд, 2 и 15 тбр, 269 и 374 кап, 8 ап и 530 ап ПТО, прочно удерживая в своих руках павлоградский район, к утру 5.10 главными силами отойти на оборонительный рубеж Павлоград, Васильковка, Любицкое, где занять оборону, не допуская прорыва пр-ка направлении Красноармейское….

В октябре — ноябре участвовала в Донбасско-Ростовской стратегической оборонительной операции и в её составляющих — фронтовых Донбасской оборонительной операции и Ростовской оборонительной операции. В ходе контрнаступления Южного фронта под Ростовом-на-Дону войска армии упорной обороной и контратаками сдерживали противника на ворошиловградском направлении, не допустили его прорыва во фланг и в тыл наступавшим советским войскам.
В ходе Барвенково-Лозовской наступательной операции армия обеспечивала действия ударной группировки Южного фронта с юга. Летом 1942 года, с началом немецкого наступления в большой излучине Дона, армия отражала удары противника севернее Ворошиловграда. Совершая отход, вела арьергардные бои на шахтинском направлении, оборонялась на Дону (от устья р. Маныч до станицы Ольгинская). С 29 июля находилась в составе Донской, с 5 августа — Приморской оперативных групп войск Северо-Кавказского фронта. К концу августа армия с боями отошла на рубеж Кабардинская, Бакинская и обороняла туапсинское направление.
20 сентября 1942 года армия расформирована, её войска переданы в состав 18-й армии, а полевое управление использовано в качестве управления Туапсинского оборонительного района.

## Третье формирование
12-я армия третьего формирования образована 20 апреля 1943 года на основании директивы Ставки ВГК от 18 апреля 1943 года на базе 5-й танковой армии в составе Юго-Западного фронта. В неё вошли 172-я, 203-я, 244-я, 333-я и 350-я стрелковые дивизии, ряд артиллерийских и других частей.

### Боевые действия
С апреля по июль армия находилась в резерве фронта, а в августе была введена в его первый эшелон и, сменив части 8-й гвардейской армии северо-восточнее города Барвенково, прочно удерживала занимаемую полосу, готовясь к наступлению.
В Донбасской стратегической операции армия нанесла поражение соединениям 1-й танковой армии противника, освободила город Павлоград и во взаимодействии с соединениями 6-й армии — город Синельниково, вышла к Днепру севернее города Запорожье, частью сил форсировала реку и завязала бои за населённый пункт Войсковое.
В дальнейшем части и соединения 12-й армии во взаимодействии с 8-й и 3-й гвардейскими армиями, 1-м гвардейским механизированным и 23-м танковым корпусами вели бои за город Запорожье и освободили его 14 октября.
20 октября армия включена в состав 3-го Украинского фронта.
10 ноября 1943 года на основании директивы Ставки ВГК от 30 октября 1943 года соединения и части 12-й армии были переданы в состав 6-й армии, а её полевое управление расформировано.

## Командование
Командующий
- Понеделин Павел Григорьевич (11.03 — 10.08.1941),
- Галанин Иван Васильевич (25.08 — 16.10.1941),
- Коротеев Константин Аполлонович (16.10.1941 — 15.04.1942),
- Гречко Андрей Антонович (15.04 — 3.09.1942),
- Сокольский Александр Кузьмич (4 — 13.09.1942),
- Кириченко Николай Яковлевич (13 — 20.09.1942),
- Шлёмин Иван Тимофеевич (20.04 — 19.05.1943),
- Данилов Алексей Ильич (19.05 — 10.11.1943).

Члены военного совета
- Куликов Иван Павлович — (22.06 — 10.08.1941),
- Доронин Яков Алексеевич (25.08 — 17.11.1941),
- Гольдштейн Яков Владимирович (17.11.1941 — 20.09.1942),
- Бегма Василий Андреевич (17.11.1941 — 20.09.1942),
- Туманян Гай Лазаревич (20.04 — 10.11.1943),
- Коновалов Павел Георгиевич (20.04 — 10.11.1943).

Начальники штаба
- Арушанян Баграт Исаакович (07.1940 — 10.08.1941),
- Баранов Алексей Михайлович (25.08 — 16.10.1941),
- Ермолаев Александр Григорьевич (16.10.1941 — 3.09.1942),
- Хватов Николай Павлович (5 — 19.09.1942),
- Данилов Алексей Ильич (20.04 — 17.05.1943),
- Другов Павел Ильич (17.05 — 29.06.1943),
- Бирман Марк Яковлевич (29.06 — 10.11.1943).

Начальники артиллерии
- Сёмин Михаил Фёдорович (20.04 — 10.11.1943).